# Carl Friedrich Müller (Architekt)

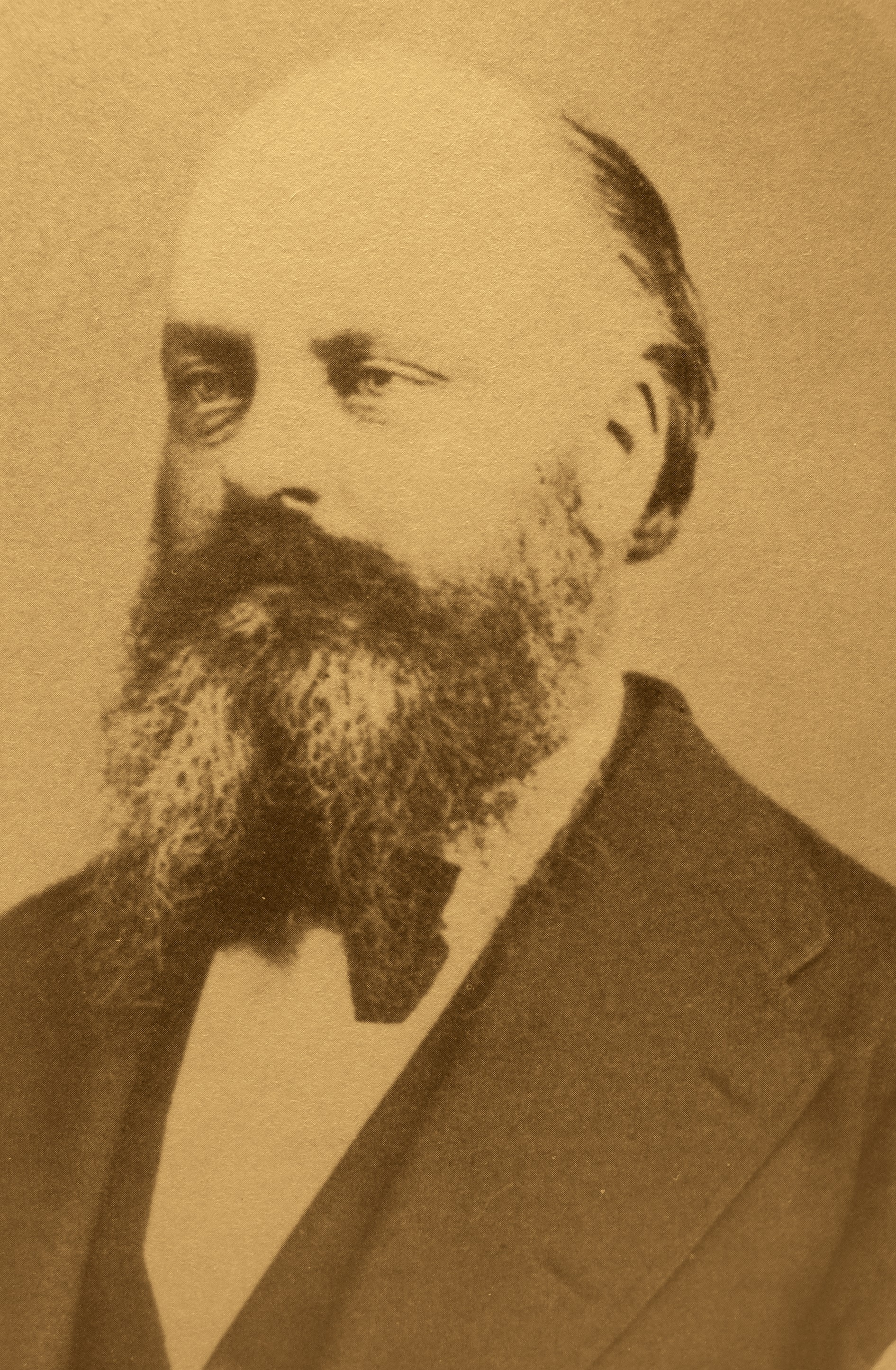
Carl Friedrich Müller (1870)

Carl Friedrich Müller (* 14. Juni 1833 in Bad Hersfeld; † 1. August 1889 ebenda) war ein deutscher Architekt und Baubeamter, der überwiegend im Saarland tätig war.

## Leben
Müller wurde 1833 als zweites Kind des Apothekers Heinrich Müller und dessen erster Ehefrau Sophie Maria geboren. Er besuchte das Gymnasium bis zur Tertia und anschließend die Realschule. Von 1850 bis 1853 studierte er an der Höheren Gewerbeschule Kassel bei Georg Gottlob Ungewitter, einem früheren Vertreter von Historismus und Rundbogenstil. Nach dem Abschluss ging Müller als Architekt nach Bremerhaven. 1855 kehrte er schließlich nach Kassel zurück und legte das Staatsexamen ab. Im Anschluss wurde er dem Landbaumeister Heinrich Wilhelm Landgrebe in seinem Heimatort Hersfeld zugeteilt, blieb aber nur kurz. Die kurfürstliche Regierung beurlaubte ihn für Tätigkeiten in Mönchengladbach.
Im Frühjahr 1857 kam Müller für den Bau der Eisenbahnstrecke Saarbrücken–Trier in das Saarland. Er war für den Bau von Dämmen, Brücken, Signalhäusern und wohl auch für die Bahnhöfe entlang der Strecke Saarlouis–Beckingen zuständig. Nachdem die Strecke im Herbst 1858 eröffnet worden war, war Müller in preußischen Diensten für den Ausbau der Festung Saarlouis verantwortlich. In Vertretung des Kreisbaumeisters Birck baute Müller in diesen Jahren auch die meisten kommunalen Bauten im Kreis Saarlouis, darunter mehrere Schulhäuser und das Rathaus der Stadt Saarlouis. 1859 heiratete Müller die zwei Jahre jüngere Friederike Henriette Wilhelmine Göbel (1835–1873). Mit seiner ersten Frau bekam er sechs Kinder. Das Paar lebte kurz in Dillingen, dann baute Müller ein Haus in Fraulautern. Nach dem Tod der ersten Frau heiratete Müller ein Jahr später die aus Hersfeld stammende Caroline Gustave Friederike Vietor, mit der er vier Kinder bekam.
Als Birck Anfang 1879 starb, schlug ihn der Amtsbürgermeister von Lebach als kommissarischen Kreisbaumeister vor. Noch im selben Jahr bewarb sich Müller um die dauerhafte Nachfolge. Im Juni 1879 wurde der Architekt vom Kreisrat zum Kommunalbaumeister ernannt. 1882 und 1883 erkrankte Müller und bat sogar um Entbindung von seiner Position, der aber nicht entsprochen wurde. Als seine Frau 1885 erkrankte, bat der Baumeister erneut um Entlassung, ändert seinen Gesuch aber auf Vorschlag der Regierung in einen einjährigen Urlaubsantrag ab. Tatsächlich dauerte der Urlaub bis Anfang 1887 und Müller bat schließlich erneut um Entlassung, da es seiner Frau nicht besser ginge und er „den Kindern die Mutter erhalten“ mochte. Nun endlich entsprach die Regierung seinem Ansinnen und entließ ihn. Gleichzeitig schlug man ihn für den Kronen-Orden 4. Klasse vor. Müller zog mit seiner Familie in seine Geburtsstadt und baut dort eine Villa. Dort starb Müller 1889 und wurde auf dem Friedhof in Hersfeld bestattet.

## Bedeutung
Müller gilt als wichtigster Kirchenbaumeister der zweiten Hälfte des 19. Jahrhunderts im Saarland. Kein anderer Architekt prägte die Region in dieser Zeit so stark wie er. Dabei konzentrierte sich Müller ganz auf dreischiffige historisierende Hallenkirchen mit vorgesetztem Turm. Viele seiner Entwürfe gleichen sich stark, was wohl vor allem an den klammen Kassen der Kirchengemeinden gelegen haben dürfte, die in der zweiten Hälfte des 19. Jahrhunderts aufgrund der blühenden Eisen- und Bergbauindustrie stark wuchsen und daher dringend größere Kirchenbauten benötigten.

## Bauten und Entwürfe (Auswahl)
- 1861–1863: Katholische Kirche Beckingen
- 1862–1863: katholische Kirche Heusweiler
- 1863–1865: Evangelische Kirche Merzig
- 1863–1866: katholische Kirche Quierschied
- 1864–1866: katholische Kirche Dudweiler
- 1864–1866: Katholische Kirche St. Ludwig, Saarlouis[2]
- 1866: katholische Kapelle Eidenbron
- 1867: Umbau der katholischen Kirche Mechern
- 1867–1869: katholische Kirche Schiffweiler
- 1868–1869: Katholische Kirche Burbach
- 1869–1872: Katholische Kirche Mittelreidenbach
- 1870: Translozierung und Umbau der Katholische Kapelle des Schlosses de Thierry nach Mettlach
- 1870–1873: katholische Kirche Friedrichsthal
- 1871–1872: Katholische Kirche Niedaltdorf
- 1875–1887: Katholische Kirche Spiesen
- 1879–1881: Katholische Kirche St. Sebastian Eppelborn
- 1881–1883: katholische Kirche Lebach
- 1883 Erweiterung der Katholischen Kirche Völklingen
- 1884: katholische Kapelle Düren
- 1884: Katholische Kirche Hanweiler
- 1885–1886: Katholische Kirche Reisbach
- 1886–1887: Evangelische Lutherkirche Altenkessel
- 1889–1890: Evangelische Kirche Elversberg